# رئيس جورجيا
رئيس جورجيا (بالجورجية: საქართველოს პრეზიდენტი) هو الرئيس الشرفي لدولة جورجيا وهو كذلك القائد العام لقوات الدفاع. يُعّرف الدستور الجورجي المنصب الرئاسي بأنه «ضامن وحدة الوطن واستقلال الوطن».
الرئيس هو رئيس صوري بالمقام الأول في الديمقراطيات البرلمانية.و السلطة التنفيذية تقع على عاتق الحكومة ورئيس الوزراء . تم تقديم المكتب لأول مرة من قبل المجلس الأعلى لجمهورية جورجيا في 14 أبريل 1991 ، بعد خمسة أيام من إعلان جورجيا استقلالها عن الاتحاد السوفيتي . ويخدم الرئيس ولاية مدتها خمس سنوات.
الرئيسة الحالية هي سالومي زورابيشفيلي . وبسبب انتقال جورجيا إلى نظام برلماني كامل، فهي آخر رئيس يتم انتخابه مباشرة من قبل المواطنين.

## المؤهلات
أي مواطن جورجي يتمتع بالحق الانتخابي، و يبلغ من العمر 40 عاما وقد أمضى ال15 عاما الاخيرة في جورجيا يمكن انتخابة رئيسا لجورجيا ولا يمكن أن يشغل المنصب أي مواطن جورجي لديه جنسية أجنبية بنفس الوقت ولا يجوز أن يكون رئيس جورجيا عضوا في أي حزب سياسي.

## الانتخاب
ووفقا للدستور الجورجي(نسخة 2018) فبدءا من عام 2024، سيتم انتخاب الرئيس لفترة خمس سنوات عن طريق الهيئة الأنتخابية المكونة من 300 عضو، والتي تتكون من جميع أعضاء برلمان جورجيا والهيئات التمثيلية العليا للجمهوريات المستقلة أبخازيا وأدجارا ، وكذلك أعضاء من الهيئات التمثيلية للحكومات المحلية الذاتية (البلديات). ويحق للشخص بأن ينتخب رئيسا مرتين فقط .و يحق لما لا يقل عن 30 عضوًا من أعضاء الهيئة الانتخابية تسمية مرشح لمنصب رئيس جورجيا. ويتم تعيين الانتخاب لرئيس جورجيا من قبل البرلمان لشهر أكتوبر.

## العزل
ما لا يقل عن ثلث العدد الإجمالي لأعضاء البرلمان لهم الحق في رفع دعوى العزل ضد رئيس جورجيا . ويمكن اعتبارهم عازلين للرئيس ان كان القرار مدعوما بثلثي أعضاء البرلمان على الأقل. وإن إجراءات عزل رئيس الجمهورية محظورة دستوريًا أثناء حالة الطوارئ أو الأحكام العرفية.

## السلطات والواجبات الدستورية
1. على رئيس جورجيا القيام بما يلي:

أ)بموافقة الحكومة، عليه ممارسة السلطات التمثيلية في العلاقات الخارجية، والتفاوض مع الدول والمنضمات الدولية، وإبرام المعاهدات الدولية، وقبول اعتماد السفراء وغيرهم من الممثلين الدبلوماسيين للدول الأخرى والمنظمات الدولية ؛ وبناء على ترشيح من الحكومة، سوف يقوم بتعيين وفصل السفراء وغيرهم من رؤساء البعثات الدبلوماسية لجورجيا ؛
ب) إبرام اتفاق دستوري مع كنيسة جورجيا الرسولية الأرذدوكسية الذاتية نيابة عن دولة جورجيا.
ج) الدعوة إلى انتخابات مجلس النواب وهيئات الحكم الذاتي المحلي وفقًا للدستور والإجراءات المنصوص عليها في القانون الأساسي.
د) وبناءً على ترشيح من الحكومة، تعيين وفصل القائد العام للقوات الدفاعية الجورجية ؛و تعيين عضو واحد في المجلس الأعلى للقضاء ؛ والمشاركة في تعيين رئيس وأعضاء لجنة الانتخابات المركزية لجورجيا في الحالات التي يحددها القانون الأساسي ووفقًا للإجراءات المنصوص عليها ؛و بناءً على ترشيح الحكومة، يقوم بتقديم مرشحين إلى البرلمان لعضوية الهيئات الوطنية التنظيمية ؛
هـ) البت في قضايا المواطنة وفقا للإجراءات المنصوص عليها في القانون الأساسي.
و) العفو عن المحكوم عليهم.
ز) وفقًا للإجراءات المنصوص عليها في القانون، منح جوائز وإهداءات و مكافآت الدولة ؛ومنها أعلى الرتب العسكرية والرتب الخاصة والألقاب الفخرية ؛ وأعلى الرتب الدبلوماسية ؛
ح) يحق له، بناءً على توصية من الحكومة وبموافقة البرلمان، تعليق نشاط هيئة تمثيلية لوحدة إقليمية، أو حل هذه الهيئة، ان كانت تهدد السيادة أو النزاهة الأقليمية للدولة، أو الممارسات للسُلطات الدستورية عن طريق هيئات الدولة.
ط) ممارسة السلطات الأخرى التي يحددها الدستور.
2. ويحق لرئيس جورجيا إجراء استفتاء حول القضايا المحددة في الدستور والقانون، بناءً على طلب برلمان جورجيا أو حكومة جورجيا أو ما لا يقل عن 200000 ناخب، في غضون 30 يوم من استلام الطلب لا يجوز إجراء استفتاء من أجل اعتماد قانون أو إلغاءه، أو منح الحماية أو العفو، أو تصديق ونقض المعاهدات الدولية، أو الفصل في قرارات تصور التقييد في حقوق الأنسان الأساسية في الدستور. يحدد القانون الأساسي الأمور المتعلقة بالدعوة وإجراء الاستفتاءات.
3. لرئيس جورجيا الحق في مخاطبة الشعب . وسوف يقدم الرئيس تقريرًا سنويًا حول القضايا المهمة المتعلقة بالدولة إلى البرلمان.

## القَسم
قبل تولية المنصب، وفي يوم الأحد الثالث بعد انتخابة، سوف يخاطب الرئيس المنتخب حديثا الشعب ويؤدي القسم الآتي: انا، رئيس دولة جورجيا، أؤكد رسميا أمام الرب والأمة بأنني سأدعم وأدافع الدستور الجورجي، والاستقلال و الوحدة وعدم التجزأة للدولة؛ وأنني سوف أؤدي واجبات الرئيس بإخلاص، واهتم بأمن ورفاهة مواطني وطني وإحياء عظمة أمتي وبلدي.

## الحصانة
سوف يتمتع رئيس جورجيا بالحصانة. فلا يحق لأي يشخص بحجز والأخذ بألإجراءات الاجرامية ضد رئيس جورجيا وهو بمنصبة  يتم توفير أمن رئيس جورجيا من قبل دائرة حماية الدولة الخاصة .

## الخلافة
وفي حال عدم قدرة الرئيس بممارسة مهامة أو في حالة الأنهاء المبكر لفترة الرئيس سوف يقوم رئيس البرلمان بمهام رئيس جورجيا.

## المعيار

معيار رئيس جورجيا (حتى 2020)

تم أخذ المعيار من العلم الوطني لجورجيا ، وهو مزين في الوسط بشعار النبالة الجورجي . ونسخ من المعيار يتم استخدامها في داخل المكتب الرئاسي، وفي مبنى المستشارين، وفي وكالات الدولة الأخرى، وكعلم سيارة على المركبات التي تحمل الرئيس في الأراضي الجورجية.

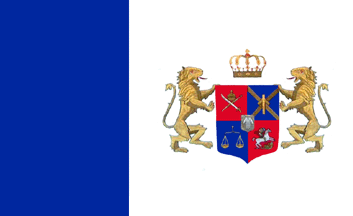
علم رئيس جورجيا قبل 2020

## تاريخ المنصب
بعد انفصال جورجيا عن الأتحاد السوفييتي في أبريل من العام 1991 ، صوت المجلس الأعلى في 14 أبريل، لأنشاء منصب الرئيس التنفيذي، وقد عُين زفياد جامساخورديا في المنصب في حين الأنتظار للأنتخابات المباشرة . وفي 26 مايو 1991 و في الانتخابات الوطنية لهذا المنصب، فاز جامساخورديا بانتصار ساحق، ليصبح أول رئيس لجمهورية جورجيا. أطيح بجامساخورديا في انقلاب عسكري في يناير 1992. استمر في العمل كرئيس في المنفى حتى وفاته في محاولة فاشلة لاستعادة السلطة في ديسمبر 1993.
في غياب السلطة الشرعية بعد الانقلاب، تم تقديم منصب رئيس الدولة في مارس 10 1992 للزعيم الجورجي الجديد إدوارد شيفرنادزه .و بعد اعتماد دستور جديد في 24 أغسطس 1995 تم أعادة منصب الرئيس .و قد انتخب شيفرنادزه للرئاسة في 5نوفمبر من عام 1995 و تم إعادة انتخابه في 9 أبريل من عام 2000. ثم استقال تحت ضغط من المظاهرات الجماعية المعروفة باسم ثورة الورد في 23 نوفمبر من عام 2003. بعد فترة قصيرة من ولاية نينو بورجانادزه كرئيس بالنيابة، تم انتخاب ميخائيل ساكاشفيلي في 4 ينايرمن عام 2004.فلم يقض قترة رئاستة كاملة، بل أنه استقال طواعية لنزع فتيل التوتر في أعقاب المظاهرات الجورجية عام 2007 ومضي قدمًا بالانتخابات الرئاسية من الموعد الأصلي في خريف 2008. أعيد انتخابه في 5 يناير من عام 2008.وقد تم تقليص سلطة الرئيس التنفيذية وبقوة لصالح رئيس الوزراء والحكومة في سلسلة من التعديلات التي حصلت بين عامي 2013و2018. بعد انتخاب جيورجي مارجلاشفيلي للرئاسة في أكتوبر 2013 ، أنهت جورجيا انتقالها إلى جمهورية برلمانية . في نوفمبر 2018 ، أصبحت سالومي زورابيشفيلي أول أمراة تحصل على منصب الرئيس وبصفة دائمة، ووفقًا للدستور الجديد، أصبحت آخر رئيسة يتم انتخابها بالانتخاب المباشر . في ضوء هذه التغييرات، قد تم تعيينها لتخدم لمدة ست سنوات.

## التمثيل الرئاسي
نظرًا لعدم وجود نائب رئيس في دولة جورجيا، ففي حالة استقالة الرئيس أو وفاتة أو عزلة، فسيتم استبدالة برئيس البرلمان حتى يتم تعيين رئيس جديد. وكانت هناك حالات من هذا القبيل في جورجيا في عامي 2003 و 2007 ، وفي كلتا الحالتين، استقال الرئيس قبل الأوان وحل محله رئيس البرلمان، قبل إجراء انتخابات جديدة. في كلتا الحالتين، أصبحت الرئيسة بالنيابة آنذاك رئيسة مجلس النواب نينو بورجانادزه ، وهي الوحيدة التي بهذا المنصب، ويمكن القول بأنها أول أمراة تشغر منصب الرئيس في جورجيا . ومع ذلك، فأن أول أمراة تنتخب لرئاسة جورجيا بصفة دائمة هي سالومي زورابيشفيلي ، التي لا تزاتل تشغر هذا المنصب.

## روابط خارجية
- الموقع الرسمي لرئيس جورجيا